# Jóia (Río Grande del Sur)
Jóia es un municipio brasilero del estado de Rio Grande do Sul.

## Geografía
Se localiza a una latitud 28°38′48″ S y a una longitud 54°7′20″ O, estando a una altitud de 302 metros.
Posee un área de 1246,3 km² y su población estimada en el año de 2008 era de 8.546 habitantes.